# Arthur Conte
Arthur Conte (Salses, Rosselló, 31 de març del 1920, París, França, 26 de desembre del 2013) va ser un polític, periodista i escriptor nord-català.

## Biografia
Fill d'un viticultor, estudià al Liceu François Arago de Perpinyà. Es llicencià en estudis clàssics a Montpeller i durant l'ocupació fou deportat pel Servei de Treball Obligatori i internat al camp de Neue-Bremm. En acabada la guerra treballà com a periodista al Quotidien de Paris, Paris-Match, Le Figaro, France-Soir i Jours de France. Després fou director de l'ORTF el 1972-1973 i productor per a FR3 de la sèrie Histoires de France.
Políticament, el 1946 ingressà a la Secció Francesa de la Internacional Obrera, fou elegit alcalde de Salses i el 1947 conseller general del cantó de la Tor de França. Fou elegit diputat pels Pirineus Orientals a les eleccions legislatives franceses de 1951, 1956 i 1958 pel Grup de Republicans i Independents Francesos, però des del 1952 formà part del grup socialista. Fou secretari d'estat d'indústria i comerç (17 de juny a 30 de setembre del 1957) i president de l'Assemblea de la Unió Europea Occidental (1961-1963). A les eleccions del 1962 no fou elegit i va perdre l'escó, que va recuperar a les del 1968 dins de les llistes de la Unió de Demòcrates per la República.
La seva filla, Dominique Bona, és escriptora.

## Obres
- Batisseurs de la France, de l'an 1000 à l'an 2000, Plon, Paris, 2004, 522 p
- Les paysans de France : de l'an 1000 à aujourd'hui, Plon, Paris 2000, 404 p.
- L'épopée des chemins de fer français, Plon, Paris, 1996, 414 p.
- Nostalgies Françaises, Plon, Paris, 1993, 342 p.
- L'épopée coloniale de la France, Plon, Paris, 1992
- Yatridès Maître du temps, Editions Lumière et Espace, 1992, 272 p.
- Le Premier Janvier 1800, Paris: Orban, 1990, 485 p.
- La Mémoire de l'Hôtel de Ville de Paris Paris: Saurat, 1989, 213 p.
- Le Premier janvier 1789, Paris: Orban, 1988, 424 p.
- Les 1r ministres de la V République, Le pré aux clercs, 1986, 412 p.
- Août 1944: la libération Paris: Carrere/Michel Lafon, 1984, 212 p.
- Les dictateurs du XXe siècle, Paris: Robert Laffont, 1984, 528 p.
- Le Premier Janvier 1983, Paris: Plon, 1983, 358 p.
- L'homme Giscard Paris: Plon/Paris Match, 1981, 78 p.
- Le Premier Janvier 1980, Paris: Plon, 1980, 380 p.
- Vers quel avenir? Paris: Plon, 1980, 263 p.
- L'aventure européenne: de Louis XVI à Gagarine Paris: Plon, 1979, 443 p.
- Le Premier Janvier 1960, Paris: Plon, 1978, 441 p.
- Le Premier Janvier 1940, Paris: Plon, 1977, 435 p.
- Le Premier Janvier 1920, Paris: Plon, 1976, 354 p.
- Le Premier Janvier 1900, Paris: Plon, 1975, 349 p.
- Hommes libres Paris: Plon, 1973, 326 p.
- L'épopée mondiale d'un siècle, de 1865 à nos jours, Paris: Hachette, 1970, 3 vol.
- Bandoung: tournant de l'histoire 18 avril 1955 Paris: Robert Lafon, 1965, 325 p.
- Yalta ou le partage du monde Paris: Lafont, 1964 ("J'ai lu leur aventure" n°A108/109)
- La Succession; pour "La France neuve", une charte des temps nouveaux Paris: Julliard, 1963, 233 p.
- La vigne sous le rempart Paris: Julliard, 1957, 234 p.
- Les Étonnements de mister Newborn, Paris: Julliard, 1955, 290 p.
- Politique de gouvernement à l'égard de l'Espagne Perpignan: Viers, 1954, 24 p.
- Karl Marx et son époque
- Verdun
- La légende de Pablo Casals, Perpignan: Éditions Proa, 1950, 141 p.
- Au delà de la montagne Paris: Le Livre de Paris, 1948, 235 p.